# Бро Хансен, Миккель
Миккель Бро Хансен (дат. Mikkel Bro Hansen; родился 25 января 2009) — датский футболист, нападающий норвежского клуба «Будё-Глимт».

## Клубная карьера
Воспитанник датского «Орхуса», в январе 2025 года Бро Хансен присоединился к норвежскому клубу «Будё-Глимт». 26 марта 2025 года дебютировал за новую команду в матче Кубка Норвегии против «Иннстраннена», проведя полный матч, забив 3 гола и отдав 1 голевую передачу. 5 апреля 2025 года дебютировал в чемпионате Норвегии, выйдя на замену в матче против клуба «Хам-Кам».

## Карьера в сборной
Выступал за сборную Дании до 16 лет.